# Ida Jessen
Ida Jessen (Gram, 1964. szeptember 25. –) dán író és műfordító, aki dán és norvég nyelven egyaránt ír. Jelölték az Északi Tanács irodalmi díjára, és több díjat is kapott műveiért. Tagja a Dán Akadémiának és a Dán Művészeti Alapítvány életműdíjának.

## Életrajza
1990-ben szerzett diplomát irodalomtörténet és kommunikáció szakon az Aarhusi Egyetemen. Irodalmi debütálása 1989-ben történt Under Sten (Kövek alatt) című első novelláskötetével, majd számos regényt és novelláskötetet írt gyermekeknek és felnőtteknek egyaránt. Jessen számos szerzőt fordított norvég és angol nyelvből dánra, köztük Alice Munro, Marilynne Robinson, Lars Saabye Christensen és Karin Fossum.
Ida Jessen elmondása szerint olyan nagy északi szerzők inspirálják, mint Tom Kristensen, Knut Hamsun, William Heinesen és Selma Lagerlöf.

## Művei
- Under Sten (novellák) – 1989
- De uskydlige (novellák) – 1994
- Troldtinden (gyermekkönyv) – 1996
- Den anden side af havet (novellák) – 1997
- De døde skær (gyermekkönyv) – 1997
- Vandpaladset (regény) – 1998
- Fuglefar (gyermekkönyv) – 1998
- Sommertid (regény) – 1999
- Slangesmykket (gyermekkönyv) – 1999
- Den der lyver (regény, Hvium-trilógia 1.) – 2001 - angolra fordítva: The One Who's Lying – 2011
- Foxy Lady I-V – 2003
- Julie og Aleksy (gyermekkönyv) – 2004
- ABC (regény) – 2005
- Det første jeg tænker på (regény, Hvium-trilógia 2.) – 2006
- En mand kom til byen (novelláskötet) – 2007
- Børnene (regény, Hvium-trilógia 3.) – 2009
- Ramt af ingenting (regény) – 2012
- Da Carl blev rasende (gyermekkönyv) – 2012
- Postkort til Annie 2013 - angolra fordítva: Postcard to Annie (2022)[7]
- En ny tid (történelmi regény) – 2015[8] - angolra fordítva: A Change of Time[9]
- Doktor Bagges anagrammer (történelmi regény) – 2017
- Telefon (regény) – 2018
- Kaptajnen og Ann Barbara (regény[10]) – 2020[11][12][13][14] Filmatiseret i 2023.[15]
- Endnu en bog jeg aldrig skrev (esszék) – 2022

### Magyarul megjelent
- Új idők L. Høy szabadiskolai tanítónő naplója / Bagge doktor anagrammái (En ny tid; Doktor Bagges anagrammer) – Typotex, Budapest, 2019 (Typotex világirodalom) · ISBN 9789634930426 · Fordította: Soós Anita

## Díjai
- Jytte Borberg(wd) Prize[16] (2006)
- Søren Gyldendal(wd) Prize(wd)[17] (2009)
- De Gyldne Laurbær(wd)[18] (2009)
- Tagea Brandt Rejselegat[19]

## Egyéb információk
- Ida Jessen a litteratursiden.dk(wd) oldalon

## Fordítás
- Ez a szócikk részben vagy egészben  az   Ida Jessen című angol Wikipédia-szócikk fordításán alapul.  Az eredeti cikk szerkesztőit annak laptörténete sorolja fel. Ez a jelzés csupán a megfogalmazás eredetét és a szerzői jogokat jelzi, nem szolgál a cikkben szereplő információk forrásmegjelöléseként.
- Ez a szócikk részben vagy egészben  az   Ida Jessen című dán Wikipédia-szócikk fordításán alapul.  Az eredeti cikk szerkesztőit annak laptörténete sorolja fel. Ez a jelzés csupán a megfogalmazás eredetét és a szerzői jogokat jelzi, nem szolgál a cikkben szereplő információk forrásmegjelöléseként.